# Денєжне (Старицький район)
Денєжне (рос. Денежное) — присілок в Старицькому районі Тверської області Російської Федерації.
Населення становить 94 особи. Входить до складу муніципального утворення сільське поселення Луковниково.

## Історія
Від 2005 року входить до складу муніципального утворення сільське поселення Луковниково. Раніше населений пункт належав до Денєжновського сільського округу.

## Населення
| 1859 | 1886 | 1919 | 1997 | 2002 | 2008 | 2010 |
| ---- | ---- | ---- | ---- | ---- | ---- | ---- |
| 321  | ↗399 | ↗567 | ↘137 | ↘100 | ↘95  | ↘94  |